# Десанка Стојановић
Десанка Стојановић (29. јун 1962) бивша је југословенска рукометашица. Наступала је на Летњим олимпијским играма 1988.